# Осиек
О́сиек (хорв. Osijek, нем. Esseg, венг. Eszék) — город в восточной части Хорватии. Расположен в Славонии, на востоке от столицы страны — Загреба на правом берегу реки Дравы в 25 км от её впадения в Дунай.
Осиек — четвёртый по величине город Хорватии после Загреба, Сплита и Риеки. Население — 108 048 чел. (2011). Административный центр жупании Осиек-Баранья.

## Общие сведения
Название города происходит от слова oseka, по-хорватски отлив.
Осиек — крупный индустриальный центр. В городе расположены предприятия машиностроения, легкой, пищевой, деревообрабатывающей и химической промышленности. Среди самых известных предприятий — химический завод «Сапония», спичечная фабрика «Драва» (хорв. «Drava») (основана в 1856 году) и пивная фабрика, производящая известное пиво «Осиечко» (хорв. «Osječko») .
Среди научных и культурных учреждений Осиека можно отметить Университет имени Штроссмайера (основан в 1975 году), Национальный театр, крупнейший в стране Зоопарк с аквариумом, старинный музей Славонии (основан в 1877 году), Археологический музей.

## История
История города насчитывает более 2000 лет. С древнейших времён на месте брода через Драву существовало поселение иллирийцев. В 131 году римский император Адриан даровал поселению, называвшемуся Мурса, статус колонии и некоторые привилегии.
После падения империи город многократно разорялся. В IX веке славяне закрепились в Славонии и ассимилировали неславянское население. С этого периода город принадлежит местным князьям, а затем — венгерскому королевству.
В 1196 году город впервые упомянут под именем Осиек. Древнейшая часть города (построенная на руинах крепости Мурса) именуется Tvrda.
В XVI веке город стал подвергаться атакам Османской империи, в ходе турецкого наступления на Балканы в 1526 году Осиек был взят и полностью разрушен. На протяжении последовавших 150 лет турецкого владычества город был отстроен заново в восточном стиле. В 1687 году в ходе войны Священной Римской империи с турками Осиек был взят австрийской армией, причём в ходе боёв вновь разрушен почти до основания.

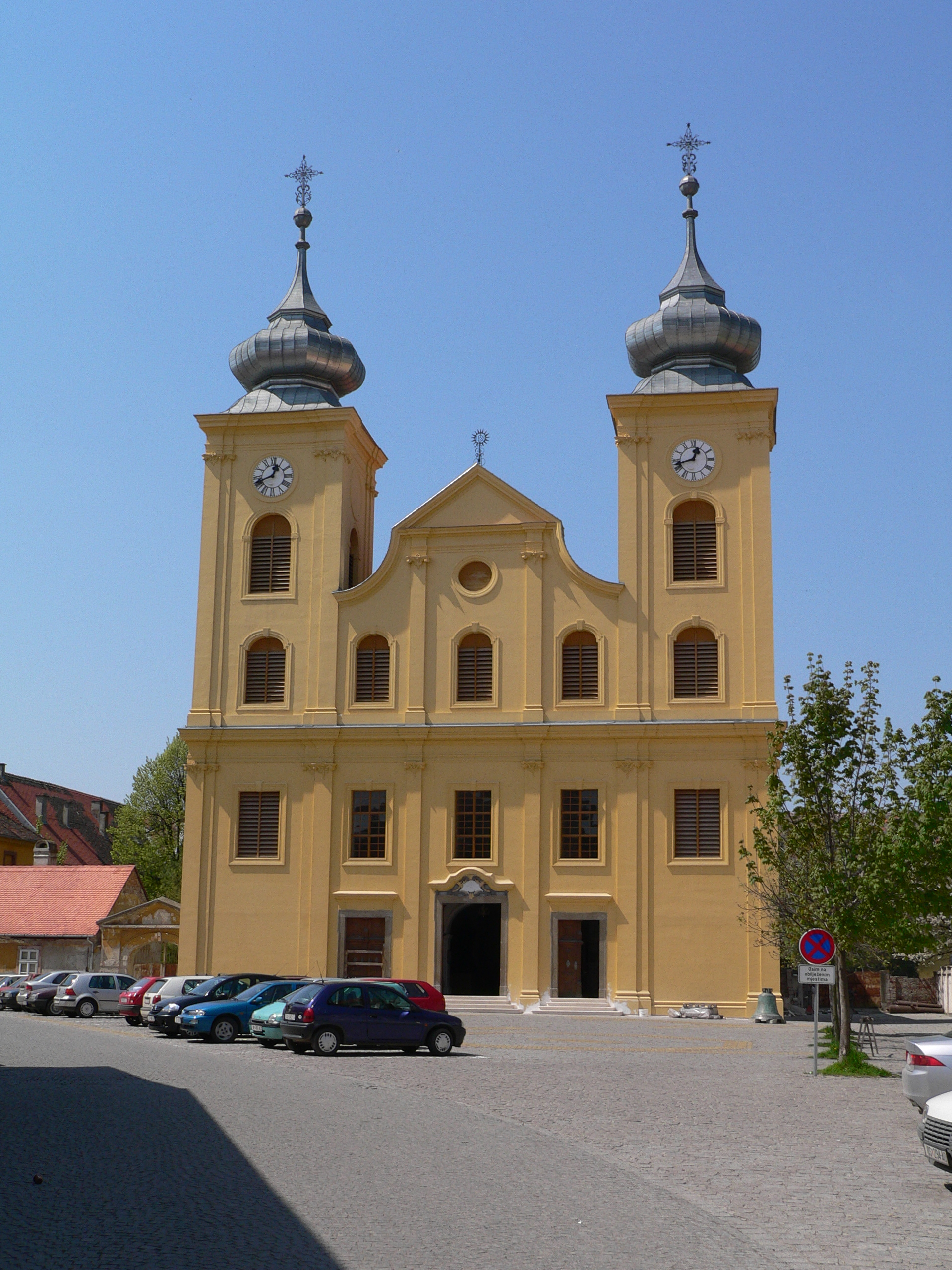
Церковь св. Михаила в крепости Осиека

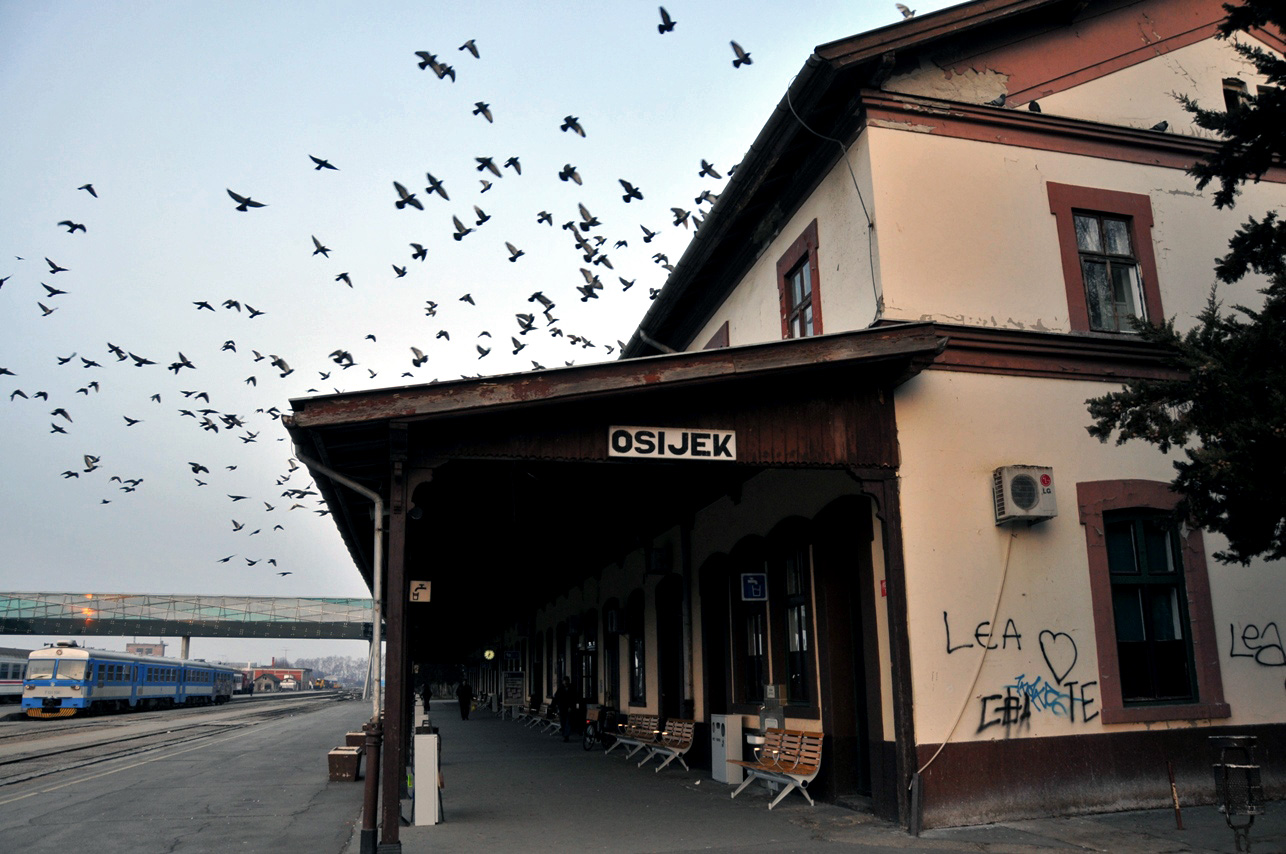
Осиекский вокзал

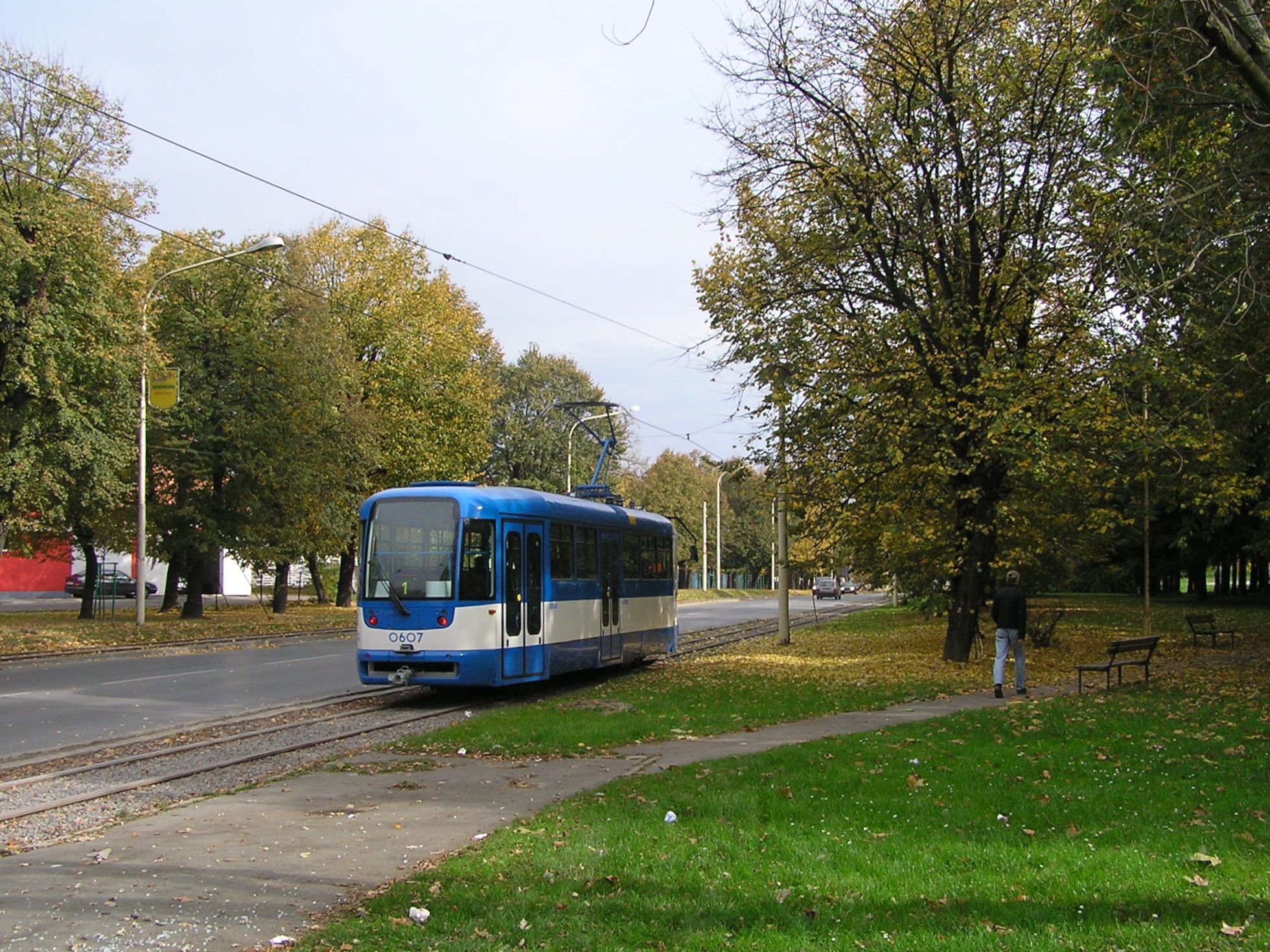
Осиекский трамвай

В последующие годы город снова отстраивается, практически с нуля. В 1721 году, как и во многих других городах региона, в Осиеке возводится мощная крепость, ставшая сердцем города.
В составе Австрийской империи город интенсивно развивается и превращается в крупный политический и торговый центр. В 1809 году Осиек получил титул свободного королевского города. Быстро растёт население — в первой половине XIX века Осиек был самым большим городом Хорватии.
Согласно переписи 1910 года в городе жило 31 388 человек, 40 % из которых составляли хорваты, 36 % — австрийцы и немцы, 12 % — венгры.
После Первой мировой войны вместе со всей Славонией Осиек стал частью Королевства сербов, хорватов и словенцев (позднее — Королевства Югославия). С 1941 года — в составе созданного усташами Независимого Государства Хорватия. В 1943 году в Осиеке основана газета «Glas Slavonije».
После Второй мировой войны Осиек — в составе СФРЮ.
После распада Югославии в 1991 году город стал частью независимой Хорватии. 27 июня 1991 года в город были введены танки Югославской народной армии, которые местные жители забросали камнями, бутылками и стульями из близлежащих кафе. Танки в частности давили машины, которые устанавливали на пути их следования. В ходе столкновений пострадало 40 человек. В 2011 году в память об этих событий была установлена инсталляция «Фича давит танк».
В начавшейся за этим войне Осиек серьёзно пострадал от обстрелов.
Из Осиека произошел массовый исход сербского населения, которое до войны составляло 20,05 % населения города. Несколько десятков сербов были убиты тогдашним градоначальником Бранимиром Главашом, позднее осужденным за военные преступления. После окончания битвы за Вуковар возникла угроза оккупации города сербскими частями, однако начавшиеся мирные переговоры сняли эту угрозу. Тогда же близ Осиека произошло массовое убийство гражданских сербов хорватскими солдатами. После прекращения боевых действий большая часть повреждённых и разрушенных зданий была восстановлены.

## Демография
На 2011 год в городе проживало 108 048 человек, из них 96 746 (89,54 %) — хорваты, 6 751 (6,25 %) — сербы, 979 (0,91 %) — венгры, 263 (0,24 %) — немцы.
В самом городе, согласно переписи населения 2021 года, проживают 75 916 человек, а в административном округе — 96 848 человек.
| 1857  | 1869  | 1880  | 1890  | 1900  | 1910  | 1921  | 1931  | 1948  | 1953  | 1961  | 1971   | 1981   | 1991   | 2001   | 2011   | 2021  |
| ----- | ----- | ----- | ----- | ----- | ----- | ----- | ----- | ----- | ----- | ----- | ------ | ------ | ------ | ------ | ------ | ----- |
| 20858 | 24863 | 25260 | 27801 | 33407 | 40106 | 42930 | 51871 | 58063 | 66073 | 84652 | 109189 | 123944 | 129792 | 114616 | 108048 | 96848 |

| 1857  | 1869  | 1880  | 1890  | 1900  | 1910  | 1921  | 1931  | 1948  | 1953  | 1961  | 1971  | 1981   | 1991   | 2001  | 2011  | 2021  |
| ----- | ----- | ----- | ----- | ----- | ----- | ----- | ----- | ----- | ----- | ----- | ----- | ------ | ------ | ----- | ----- | ----- |
| 16145 | 19281 | 19809 | 21547 | 26769 | 33337 | 36500 | 43351 | 49037 | 56538 | 71782 | 92603 | 103026 | 104761 | 90411 | 84104 | 75916 |

## Транспорт
Город связан автомобильными трассами с хорватскими городами Славонски-Брод, Вуковар, Вировитица, а также с Венгрией, Сербией и Боснией и Герцеговиной. В городе также есть большой речной порт на Драве и железнодорожный вокзал.
В 20 км от Осиека расположен городской аэропорт.
С 1926 действует Осиекский трамвай.

## Достопримечательности
- Крепость XVIII века. Хорошо сохранившаяся крепость периода барокко. В крепости — церковь св. Михаила.
- Собор святых Петра и Павла — католический собор Петра и Павла.
- В городе сохранилось много зданий австрийского периода в стиле барокко.

## Знаменитые уроженцы и жители
- Марко Бабич (р. 1981) — хорватский футболист.
- Благое Берса (1873—1934) — югославский композитор.
- Юрица Враньеш (р. 1980) — хорватский футболист.
- Майя Бошкович-Стулли (1922—2012) — хорватский учёный в области фольклора, доктор наук.
- Марио Галинович (р. 1976) — хорватский футболист.
- Елена Докич (р. 1983) — сербская, позднее австралийская теннисистка.
- Петар Крпан (р. 1974) — хорватский футболист.
- Звонимир Кулунджич (1911—1994) — хорватский историк, публицист, книговед и историк письменности.
- Томислав Рукавина (р. 1974) — хорватский футболист.
- Хрвое Стевич (р. 1980) — хорватский шахматист, гроссмейстер.
- Игор Цвитанович (р. 1970) — югославский, позднее хорватский футболист.
- Фердо Шишич (1869—1940) — хорватский историк.
- Мирослав Шкоро (р. 1962) — популярный хорватский певец, музыкант и политик.
- Давор Шукер (р. 1968) — югославский, позднее хорватский футболист.

## Города-побратимы
- Печ, Венгрия (с 1973 года)
- Пфорцгейм, Германия (с 1994 года)
- Марибор, Словения (с 1995 года)
- Тузла, Босния и Герцеговина (с 1996 года)
- Плоешти, Румыния (с 1996 года)
- Лозанна, Швейцария (с 1997 года)
- Нитра, Словакия (с 1997 года)[6]
- Призрен, Сербия